# زوران فويتشيتش
زوران فويتشيتش هو لاعب كرة قدم كرواتي في مركز الهجوم، ولد في 1 أكتوبر 1961 في Čabar ‏ في كرواتيا. لعب مع هايدوك سبليت.